# Hoogleraar

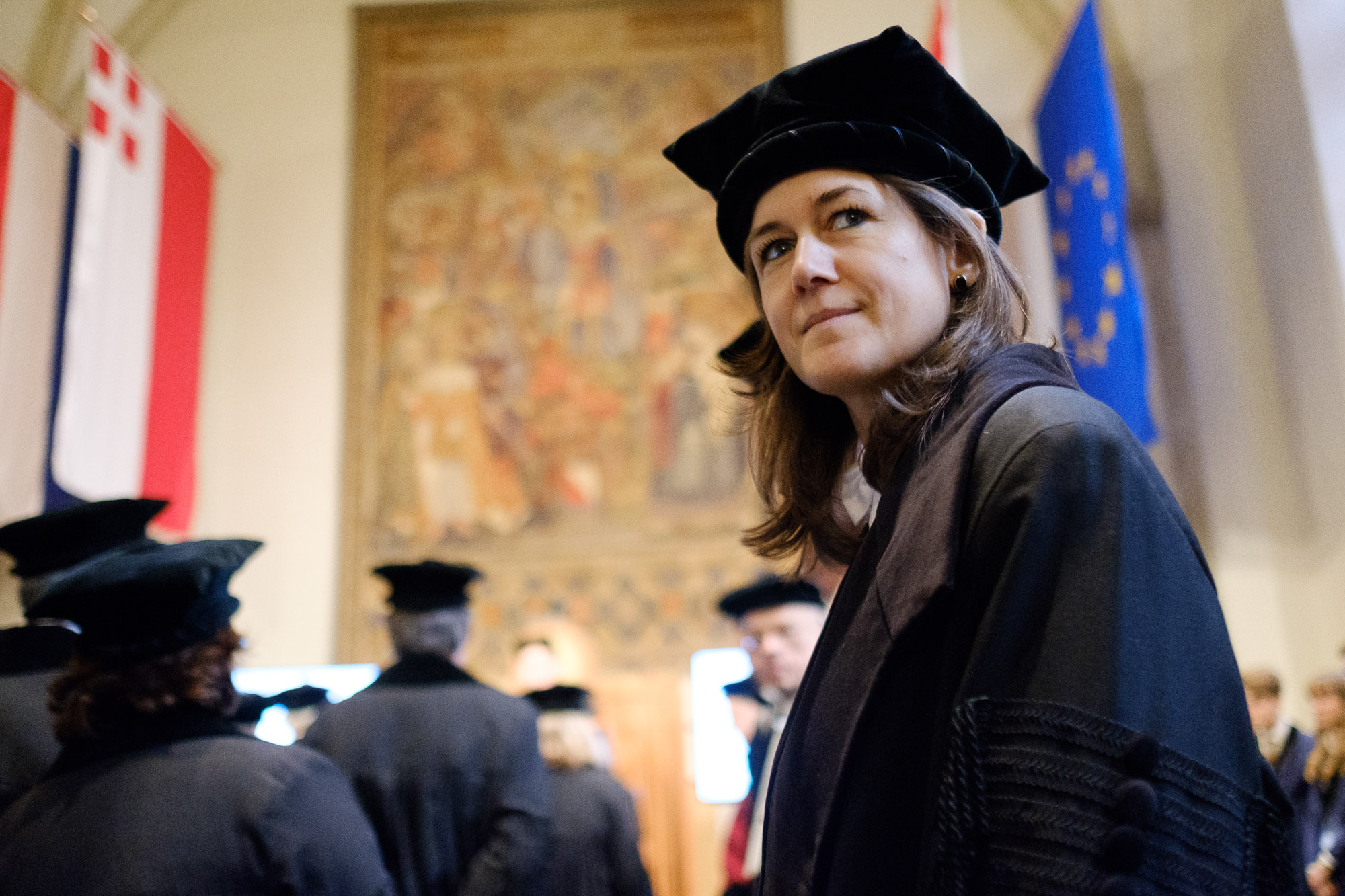
Nederlandse hoogleraar en politica Annelien Bredenoord met toga en baret, 2018

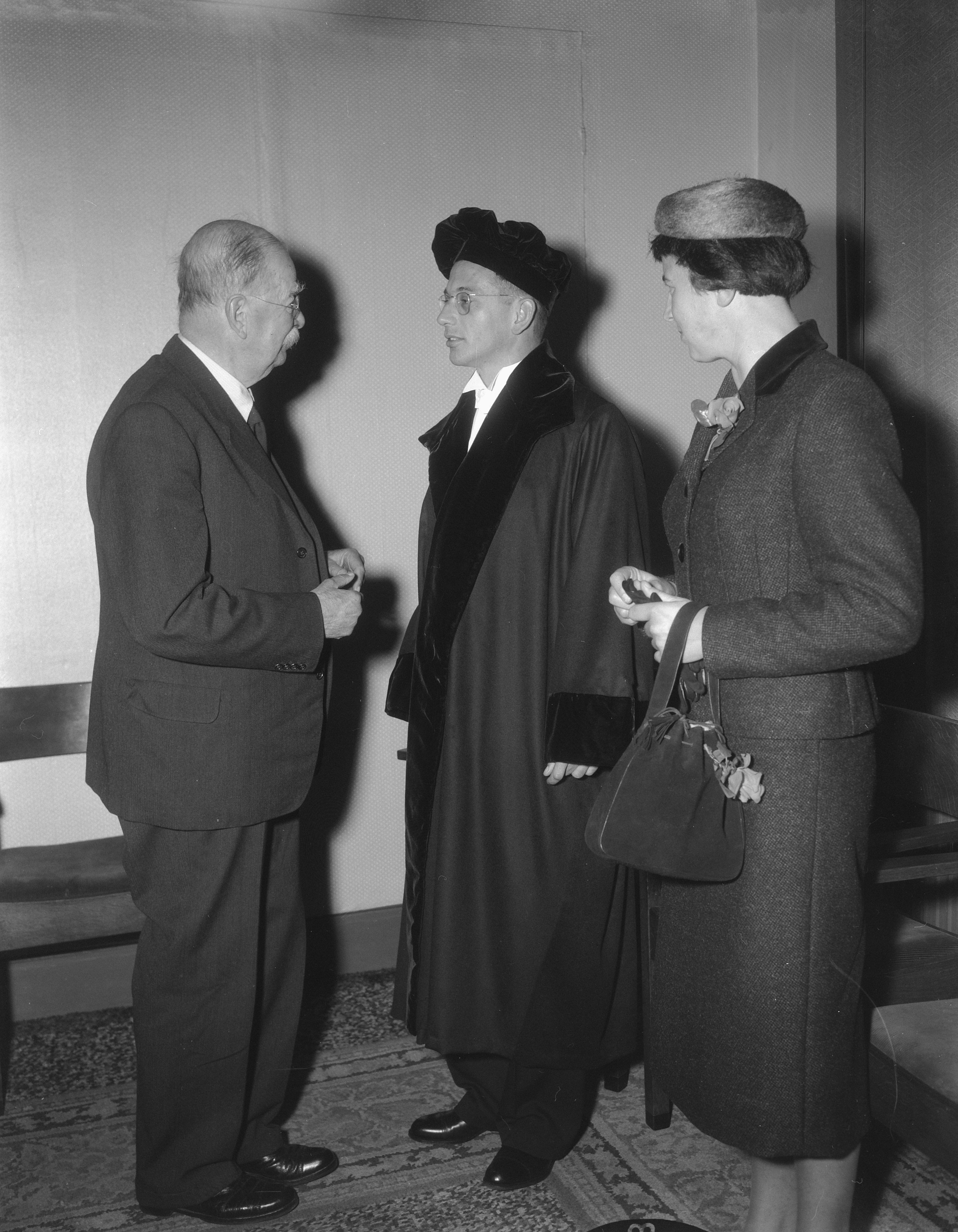
Hoogleraar Karel van het Reve (midden) na zijn oratie in Leiden in 1957

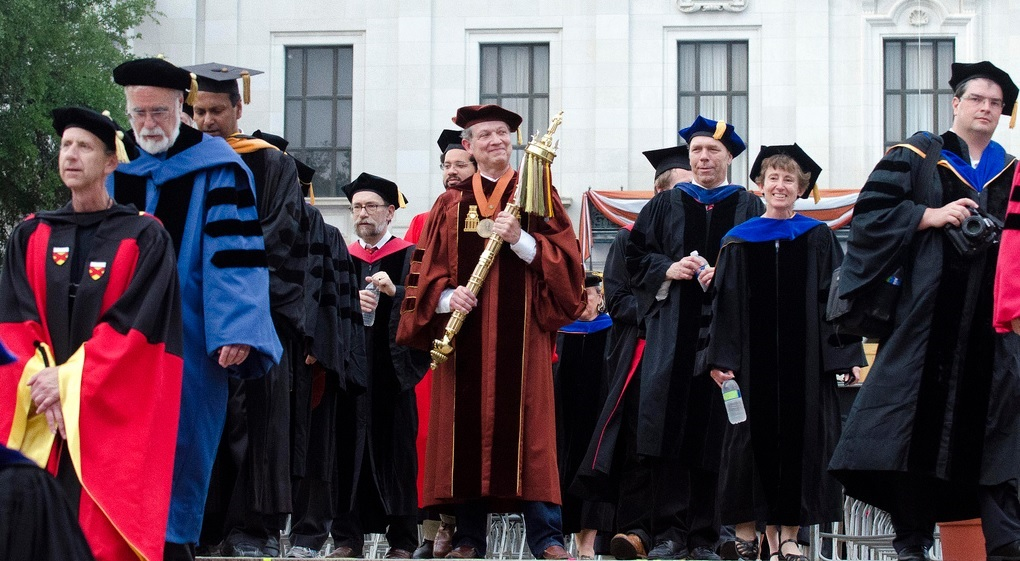
Een groep Amerikaanse hoogleraren in ceremoniële toga's

Een hoogleraar is een docent van de hoogste rang aan een universiteit. Hoogleraren zijn verantwoordelijk voor de ontwikkeling van onderzoek in het hun toegewezen wetenschapsgebied en voor de inhoud van het te geven onderwijs op dat gebied.
Een hoogleraar behoort tot het personeel van de universiteit. Het wetenschapsgebied waarop de hoogleraar zijn of haar onderwijs- en onderzoekstaken uitoefent is vermeld in het benoemingsbesluit. Het is in Nederland gebruikelijk dat recent benoemde hoogleraren een inaugurele rede (ook wel aangeduid als oratie of intreerede) houden. Daarin geeft de nieuw benoemde als regel een eigen visie op een door hem of haar belangrijk geacht onderwerp.

## Terminologie
De ambtstitel (en aanspreekvorm) van een hoogleraar is professor, een term die uit het Latijn ('profiteri' dan wel 'professus') stamt. De oorspronkelijke betekenis van het woord is diegene die de professie van het openbare lesgeven uitoefent. Formele titulatuur (bij adressering van brieven en bij academische formele gelegenheden zoals promoties) is Hooggeleerde Heer (Vrouwe).
Hoewel Van Dale het woord hooglerares wel noemt, wordt een vrouwelijke hoogleraar doorgaans hoogleraar genoemd en kent de Nederlandse wet alleen die term. Doorgaans is de hoogste graad die aan een universiteit wordt toegekend, die van doctor. In enkele Europese landen kent men daarboven nog de habilitatie.
Een Nederlandse oud-hoogleraar aan wie om gezondheidsredenen, wegens vrijwillig vervroegd uittreden, dan wel bij of na het bereiken van de voor de openbare dienst geldende functionele leeftijdsgrens eervol ontslag als hoogleraar is verleend, is gerechtigd de titel 'professor' te blijven voeren maar gebruikelijk wordt daar 'emeritus' aan toegevoegd (em. prof. of prof. em).

## Promotierecht
Een hoogleraar heeft het recht als promotor op te treden. Dit zogenaamde ius promovendi houdt in dat hij of zij namens het college voor promoties van de betreffende universiteit een promovendus tot doctor mag bevorderen nadat deze onder toezicht van de hoogleraar een proefschrift heeft geschreven en dit heeft verdedigd tijdens een promotieplechtigheid. De Nederlandse hoogleraar behoudt dit promotierecht nog gedurende vijf jaren na eervol ontslag.

## Benoeming
Hoewel vrijwel alle hoogleraren gepromoveerd zijn, gelden er in Nederland in beginsel geen opleidingseisen. Zelfs een academische opleiding is niet vereist.  De universiteit bepaalt wie geschikt is om hoogleraar te zijn, al worden vaak wel "zusterfaculteiten" (dat wil zeggen, onderdelen van andere universiteiten die actief zijn in hetzelfde veld als de aan te stellen hoogleraar) gevraagd om advies met betrekking tot de aanstelling van een specifieke kandidaat. Vooral in praktijkgerichte vakken en academische kunstenaarsopleidingen (bijvoorbeeld de opleiding tot architect) komt het met enige regelmaat voor dat de hoogleraar studenten opleidt tot een diploma dat hoger is dan hij of zij zelf bezit.
In Vlaanderen moet de hoogleraar gepromoveerd zijn en een rijk onderwijs- en onderzoeksdossier kunnen voorleggen. De codex Hoger onderwijs art V20 stelt dat niemand kan aangesteld worden zonder houder te zijn van een doctoraat op proefschrift. In zeer uitzonderlijke gevallen kunnen deeltijdse professoren worden benoemd omwille van bijzondere wetenschappelijke verdiensten.  

## Varianten
Er kan in het algemeen onderscheid gemaakt tussen voltijdse, deeltijdse en extern gefinancierde leerstoelen.
- gewoon hoogleraar: iemand die het hoogleraarschap als hoofdberoep heeft en waarbij zijn of haar leerstoel betaald wordt door de universiteit. Gewoonlijk gaat het om een voltijds- of substantiële deeltijdaanstelling met een relatief grote hoeveelheid bestuurswerkzaamheden. Dit soort hoogleraren is vaak de leidinggevende van een afdeling aan een universiteit.
- buitengewoon hoogleraar: een hoogleraarschap dat niet voltijds vervuld wordt, maar wel door de betreffende universiteit gefinancierd wordt; de verantwoordelijkheden zijn duidelijk geringer dan die van een gewoon hoogleraar.

## Situatie per land

### Nederland
Nederlandse universiteiten kennen hoogleraren 1 en 2. Het gaat hierbij om een aanduiding van de salarisschaal van de betreffende hoogleraar, wat vaak samengaat met een hiermee corresponderend verschil in ervaring en verantwoordelijkheden. Daaronder zijn er aan universiteiten nog de functies van universitair docent en universitair hoofddocent. Aangezien zij geen hoogleraarschap bekleden, worden zij niet aangesproken met 'professor'. Voor 1980 kenden universiteiten ook nog lectoren (in 'rang' direct onder hoogleraar), maar deze functie is vervallen en de vroegere universitaire lector is via hoogleraar A nu hoogleraar 2. Hogescholen kennen geen hoogleraren, maar rond 2000 kwam de benaming lector (weer) in gebruik voor een hoogleraar-achtige functie aan hogescholen.
Bijzondere varianten:
- bijzonder hoogleraar: een hoogleraar die door een stichting of organisatie betaald wordt. Meestal is zo'n hoogleraarschap een nevenfunctie en werkt de bekleder van de bijzondere leerstoel elders. Gewoonlijk gaat het om een hoogleraarsfunctie die voor één dag in de week wordt vervuld. De bijzonder hoogleraar wordt op voordracht van een stichting, instelling, enz. door de betreffende universiteit benoemd (die draagt immers de "wetenschappelijke verantwoordelijkheid"), terwijl de leerstoel gefinancierd wordt door de voordragende instelling.
- kerkelijk hoogleraar, hoogleraar door een kerkgenootschap aangesteld aan een theologische faculteit, om het op dat specifieke kerkgenootschap gerichte dogmatiek van het theologische onderwijs te verzorgen.
- persoonlijk hoogleraar: hoogleraar die op persoonlijke titel, gewoonlijk vanwege uitzonderlijke onderzoekscapaciteiten, is benoemd aan een universiteit en wiens leerstoel gefinancierd wordt door de universiteit. Verschilt van de gewoon hoogleraar in de zin dat deze laatste een structurele positie bezet (dat wil zeggen, bij vertrek van de gewoon hoogleraar wordt er een ander op deze positie benoemd), terwijl een persoonlijk hoogleraarschap persoonsgebonden is (wordt bij vertrek van de functionaris niet opgevuld).
- universiteitshoogleraar: hoogleraar met bijzondere positie aan sommige Nederlandse universiteiten. Vaak gaat het om excellente onderzoekers die voor een bepaalde tijd worden vrijgesteld van het verrichten van bestuurlijke taken en (soms) onderwijs, zodat zij meer tijd kunnen besteden aan hun onderzoek.
- akademiehoogleraar: hoogleraar die wordt benoemd en betaald door de Koninklijke Nederlandse Akademie van Wetenschappen (KNAW) en die in de gelegenheid wordt gesteld zich voor een periode van vijf jaar geheel te wijden aan innovatief onderzoek en aan de opleiding van onderzoekers. Het gaat om een hoogleraar die bijzondere wetenschappelijke prestaties heeft geleverd en die tussen de 54 en 59 jaar moet zijn op het moment dat hij of zij wordt voorgedragen.

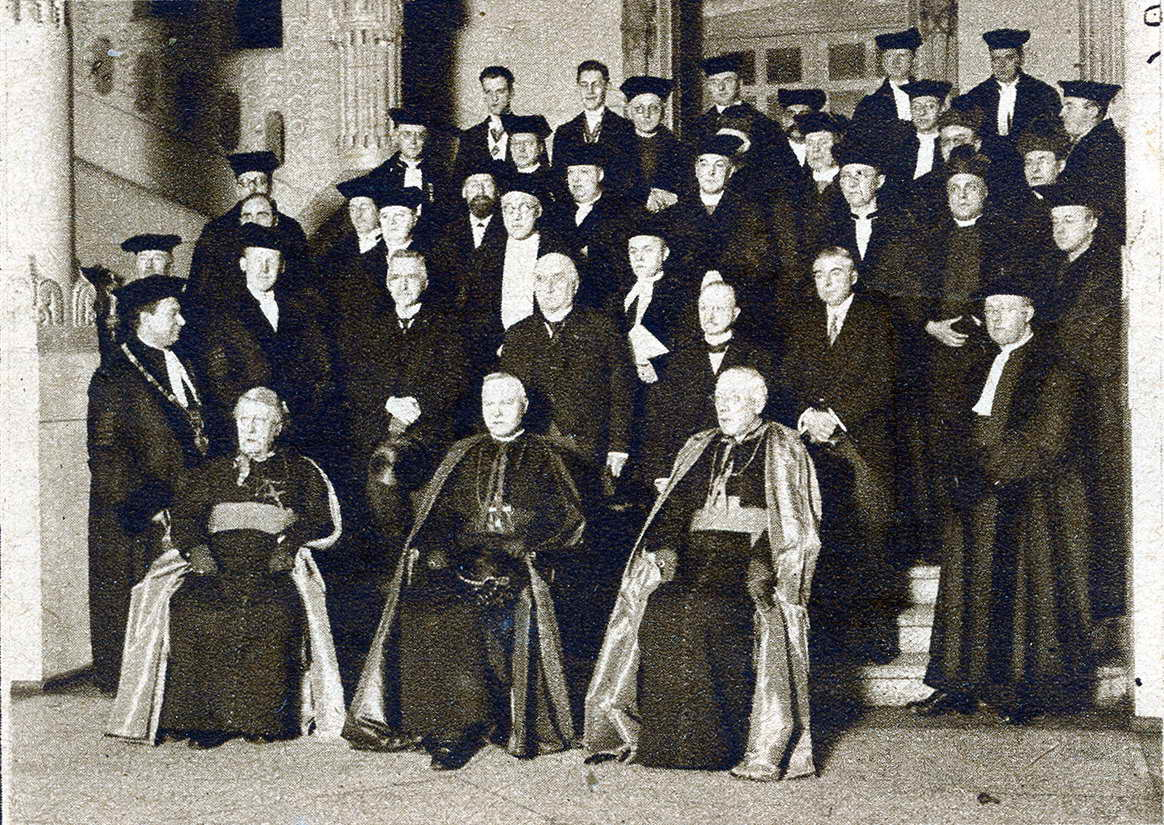
Groepsfoto professoren Katholieke Universiteit, Nijmegen, 1928

Op 10 februari 1917 was de plantkundige Johanna Westerdijk (1883-1961) de eerste vrouw die in Nederland hoogleraar werd (aan de Universiteit Utrecht).
Eind 2020 waren er 3555 hoogleraren in Nederland. Ongeveer een kwart van hen is vrouw.

### Vlaamse Gemeenschap
In de Vlaamse Gemeenschap zijn aan de universiteiten en de hogescholen met een masteropleiding hoogleraren en gewoon hoogleraren verbonden. Daarnaast bestaat ook de buitengewoon hoogleraar. Dit is een zijsprong in de academische carrière, deze heeft een deeltijdse opdracht en oefent dikwijls naast de academische bezigheden ook belangrijke taken in de private of openbare sector uit. Al deze academici worden als 'professor' aangesproken.

### Verenigde Staten
In de Verenigde Staten en het Verenigd Koninkrijk heet de vergelijkbare positie 'full professor'.

### Duitsland
In Duitsland hebben ook de "Fachhochschulen" Professoren, die aan de wettelijk vastgestelde voorwaarden moeten voldoen, een ministeriële goedkeuring voor de benoeming nodig hebben en volgens de wettelijke regelingen gelijkgesteld zijn aan de universitaire hoogleraren; de bachelor- en masterdiploma's van Duitse Fachhochschulen zijn immers gelijkwaardig aan de diploma's van de Universitäten, zodoende zijn de voorwaarden voor benoeming tot Professor tevens gelijkgeschakeld. De hoogste rechtbank, het Bundesverfassungsgericht, heeft in een oordeel van 13 april 2010 (besluit 1 BvR 216/07) aan de gebruikelijke inschaling van Fachhochschulen als hoger beroepsgericht onderwijs (HBO) een einde gemaakt en deze instellingen sindsdien als gelijkgesteld met de universiteiten geplaatst.